# En komikers uppväxt
För andra betydelser, se En komikers uppväxt (olika betydelser).
En komikers uppväxt är en roman från 1992 av Jonas Gardell. Boken handlar om tolvårige Juha Lindström och hans uppväxt i en övre medelklassförort norr om Stockholm, kallad Sävbyholm (starkt inspirerad av Gardells egen uppväxtort Enebyberg). Boken skildrar främst mobbning men är även ett modernt skillingtryck av 1970-talets Sverige.

## Handling
I handlingens centrum står Juha, som har en finländsk mamma och en svensk pappa och en lillasyster. Juhas bäste vän är den utstötta flickan Jenny, som han bor granne med - men de umgås mest i smyg utanför skolan. I skolan vill Juha helst av allt bli accepterad av de tuffa grabbarna och bli en i gänget. Men det är inte särskilt lätt. 
I skolan är Juha även klassens clown, och på rasterna och under roliga timmen drar han ofta roliga historier, spelar upp sketcher eller sjunger smått humoristiska sånger - allt till lärarinnans förtret. Juha trivs egentligen inte i rollen som klassens clown, men han spelar den ändå bara för att känna sig accepterad av de andra barnen i klassen. 
I boken förekommer mycket mobbning och svek.

## Om boken
En komikers uppväxt är den första boken i en serie av tre där de följande böckerna är Ett ufo gör entré och Jenny. År 1992 gjordes det en miniserie i tre delar baserad på boken, se En komikers uppväxt. I rollerna syns bland andra Björn Kjellman och David Boati.
År 2019 gjordes en film med samma namn baserad på boken med manus av Gardell, och hade premiär den 6 September 2019 på Toronto International Film Festival. Filmen regisserades av Rojda Sekersöz och utspelar sig både under 1970- och 2010-talen medan boken utspelades på 1970-talet sett utifrån ett 1990-talsperspektiv. I filmen uppmärksammas främlingsfientligheten i 1970-talets Sverige då alla tre utstötta har en utländsk bakgrund som lyfts fram: Juhas mamma är finsk precis som i boken, Jenny spelas av en flicka med asiatiskt utseende och Thomas mamma är tysk med tydlig brytning och i en scen gör två flickor en Hitlerhälsning mot henne.
Boken gavs som gåva från  Skolverket, Svenska Förläggareföreningen och Månpocket till alla elever i åttonde klass i Sverige  den 13 april år 2000, inför Världsbokdagen som egentligen inföll den 23 april men utgivningen tidigarelades på grund av påsken.

### Fotnoter
1. ↑  ”En komikers uppväxt”. Worldcat. 25 februari 1992. https://www.worldcat.org/title/en-komikers-uppvaxt/oclc/875506096&referer=brief_results. Läst 7 januari 2015.
2. ↑  Kerstin Nilsson (25 februari 2000). ”Grattis alla bokälskare”. Aftonbladet. http://wwwc.aftonbladet.se/nyheter/0004/13/bok.html. Läst 8 januari 2015.